# Lijst van voetbalinterlands Malediven - Syrië
Deze lijst van voetbalinterlands is een overzicht van alle officiële voetbalwedstrijden tussen de nationale teams van de Malediven en Syrië. De landen hebben tot nu toe zeven keer tegen elkaar gespeeld. De eerste ontmoeting, een kwalificatiewedstrijd voor het Wereldkampioenschap voetbal 1998, werd gespeeld in Damascus op 4 juni 1997. Het laatste duel, een kwalificatiewedstrijd voor het Wereldkampioenschap voetbal 2022, vond plaats op 4 juni 2021 in Sharjah (Verenigde Arabische Emiraten).

## Wedstrijden
| № | Plaats    | Datum            | Competitie                 | Wedstrijd         | Uitslag |
| - | --------- | ---------------- | -------------------------- | ----------------- | ------- |
| 1 | Damascus  | 4 juni 1997      | WK 1998 kwalificatie       | Syrië − Malediven | 12 − 0  |
| 2 | Teheran   | 8 juni 1997      | WK 1998 kwalificatie       | Malediven − Syrië | 0 − 12  |
| 3 | Damascus  | 4 april 2000     | Azië Cup 2000 kwalificatie | Syrië − Malediven | 6 − 0   |
| 4 | Teheran   | 9 april 2000     | Azië Cup 2000 kwalificatie | Syrië − Malediven | 2 − 1   |
| 5 | New Delhi | 27 augustus 2012 | Vriendschappelijk          | Malediven − Syrië | 2 − 1   |
| 6 | Dubai     | 10 oktober 2019  | WK 2022 kwalificatie       | Syrië − Malediven | 2 − 1   |
| 7 | Sharjah   | 4 juni 2021      | WK 2022 kwalificatie       | Malediven − Syrië | 0 − 4   |

## Samenvatting
| Competitie            | Totaal gespeeld | Winst Malediven | Gelijk | Winst Syrië | Doelsaldo Malediven – Syrië |
| --------------------- | --------------- | --------------- | ------ | ----------- | --------------------------- |
| WK-kwalificatie       | 4               | 0               | 0      | 4           | 1 − 30                      |
| Azië Cup-kwalificatie | 2               | 0               | 0      | 2           | 1 − 8                       |
| Vriendschappelijk     | 1               | 1               | 0      | 0           | 2 − 1                       |
| Totaal                | 7               | 1               | 0      | 6           | 4 − 39                      |

FAM · A-internationals · Maldivisch vrouwenelftal
1980 - 1989 · 
1990 - 1999 · 
2000 – 2009 · 
2010 – 2019 ·
2020 − 2029
Afghanistan ·
Bahrein ·
Bangladesh ·
Bhutan ·
Brunei ·
Cambodja ·
China ·
Comoren ·
Filipijnen ·
Guam ·
Hongkong ·
India ·
Indonesië ·
Iran ·
Jemen ·
Kirgizië ·
Laos ·
Libanon ·
Maleisië ·
Mauritius ·
Mongolië ·
Myanmar ·
Nepal ·
Oezbekistan ·
Oman ·
Pakistan ·
Palestina ·
Qatar ·
Seychellen ·
Singapore ·
Sri Lanka ·
Syrië ·
Tadzjikistan ·
Thailand ·
Turkmenistan ·
Vietnam ·
Zuid-Korea
SFA · A-internationals · Syrisch vrouwenelftal
1940 - 1949 · 
1950 - 1959 · 
1960 - 1969 · 
1970 - 1979 · 
1980 - 1989 · 
1990 - 1999 · 
2000 – 2009 · 
2010 – 2019 ·
2020 − 2029
Afghanistan ·
Algerije ·
Australië ·
Bahrein ·
Bangladesh ·
Cambodja ·
China ·
Cyprus ·
Egypte ·
Filipijnen ·
Griekenland ·
Guam ·
Haïti ·
Hongkong ·
India ·
Indonesië ·
Irak ·
Iran ·
Japan ·
Jemen ·
Jordanië ·
Kazachstan ·
Kirgizië ·
Koeweit ·
Laos ·
Libanon ·
Libië ·
Malediven ·
Maleisië ·
Marokko ·
Mauritanië ·
Mauritius ·
Myanmar ·
Nepal ·
Noord-Korea ·
Oezbekistan ·
Oman ·
Pakistan ·
Palestina ·
Qatar ·
Rusland ·
San Marino ·
Saoedi-Arabië ·
Singapore ·
Soedan ·
Sovjet-Unie ·
Sri Lanka ·
Tadzjikistan ·
Taiwan ·
Thailand ·
Tunesië ·
Turkije ·
Turkmenistan ·
Venezuela ·
Verenigde Arabische Emiraten ·
Vietnam ·
Wit-Rusland ·
Zuid-Jemen ·
Zuid-Korea ·
Zweden